# Den fransk-preussiske krig
Den fransk-preussiske krig (den fransk-tyske krig) blev udkæmpet mellem Frankrig og Det nordtyske forbund under Kongeriget Preussens ledelse samt de sydtyske lande Baden, Kongeriget Bayern og Württemberg mellem 19. juli 1870 og 10. maj 1871.
Krigen endte med en overvældende tysk sejr. Frankrig var mindre effektive til at mobilisere og formåede intetsteds at besejre deres tyske modstandere. Krigen medførte, at kejser Napoleon III's styre i Frankrig blev erstattet af Den Tredje Republik, mens Tyskland blev samlet under Preussens ledelse.

## Baggrund
Den fransk-tyske krig 1870-71 havde mange og dybtliggende årsager. Franskmænd og tyskere nærede som deres regeringer gensidig mistro til hinanden. Frankrig så med misundelse på Preussens øgede magt efter krigen i 1866 og overvurderede den sydtyske modvilje mod tysk samling under preussisk ledelse. Franskmændene håbede, gerne med hjælp fra Østrig, at kunne tage "revanche for Sadowa". Preussen håbede at kunne samle de tyske stater under Preussisk ledelse med en krig hvor Frankrig var den angribende part. Dette skulle få de sydtyske stater til at støtte op om Preussen. Hertil kom Otto von Bismarcks løfte om at fuldføre samlingen med «blod og jern», samt Napoleon III og hans nærmeste omgivelsers tro på, at en ærefuld krig kunne befæste dynastiet og standse den øgede modstand mod regeringens indenrigspolitik.
Den udløsende årsag blev prins Leopold af Hohenzollern-Sigmaringens kandidatur til den spanske trone. Spaniens regering tilbød Leopold tronen. Prinsen og hans familie var i tvivl, og han gav afvisende svar to gange, efteråret 1869 og vinteren 1870. Hans holdning blev delt af kong Wilhelm I af Preussen, der som overhoved for huset Hohenzollern deltog i forhandlingerne. Den nordtyske forbundskansler og preussiske statsminister Otto von Bismarck var ikke involveret i forhandlingerne, men fulgte dem med interesse overbevist om, at en forbindelse mellem Preussen og Spanien kunne holde Frankrig i skak. Gennem hemmelige agenter fik Bismarck den spanske regering til at genoptage forhandlingerne, og efter at have vundet kronprins Friedrich for sin sag, accepterede prins Leopold i maj 1870 tilbuddet om den spanske trone.
Før kongevalget kunne ske i Spanien, blev planen imidlertid kendt i Paris. Den franske regering, specielt udenrigsminister Antoine Agénor de Gramont som havde håbet at tilføje Preussen et diplomatisk nederlag, krævede i en aggressiv tone, at prinsens kandidatur formelt skulle trækkes tilbage af regeringen i Berlin. Han lod sin ambassadør, grev Vincent Benedetti, opsøge kong Wilhelm i Bad Ems for at få ham til at fremsætte en sådan erklæring. Kongen, som ønskede at afslutte sin livsgerning i ro, svarede undvigende, at sagen ikke angik Preussen, men kun prinsen personligt, og skyndte sig den 13. juli at give Benedetti underretning om prinsens beslutning og sin velsignelse af den.
Det telegram, hvori kongen underrettede Bismarck om sin samtale med Benedetti (Die Emser Depesche), offentliggjorde Bismarck samme aften i en let redigeret form: Bismarck fik det til at se ud, som om kongen temmelig brysk havde afvist ambassadørens krav.
Denne fremstilling rejste en storm af chauvinistisk uvilje i Paris. Den blev skærpet af Bismarck-inspirerede artikler i den tyske presse. Kejser Napoleon ønskede personligt fred, men han blev revet med af den franske nationalforsamling, og den 19. juli 1870 offentliggjorde han Frankrigs krigserklæring mod Preussen.

## Styrkeforhold og mobilisering

### Franske forberedelser
De franske militære forberedelser var dårlige, mens tyskernes var fortræffelige. Derfor tog krigen fra begyndelsen en ganske anden vending end Napoleon III's rådgivere havde regnet med. Den 14. juli 1870 besluttede franskmændene at indkalde reserverne. Dagen efter bevilgede parlamentet og senatet 66 millioner franc til krigen; den 18. juli blev bevillingen øget til 500 millioner. Samme dag blev krigserklæringen udfærdiget og blev dagen efter overleveret af den franske chargé d'affaires i Berlin.
28. juli 1870 forlod Napoleon III Paris og rejste til Metz for at tage kommandoen over den nyoprettede hær, som havde fået navnet Rhin-hæren. Den bestod på dette tidspunktet af kun 202.448 soldater, men det var forventet, at hærstyrken ville vokse i takt med at mobiliseringen gik videre.
Det lykkedes ikke den franske krigsledelse at samle mere end 300.000 mand. Størstedelen af dem blev fordelt mellem Metz og Saarbrücken, bortset fra 1. korps, ledet af marskal Patrice Mac-Mahon som blev samlet omkring og nord for Strasbourg, 5. korps ved Bitsche, 6. korps ved Châlons-sur-Marne, og 7. korps i øvre Alsace. Stor uorden rådede såvel under mobiliseringen som under armeernes opmarch.

### Preussiske og tyske forberedelser
Natten mellem 15. og 16. juli 1870 blev mobiliseringsordrer udstedt i Det nordtyske forbunds medlemsstater, fulgt af en tilsvarende ordrer i de sydtyske stater. Det nordtyske forbunds rigsdag bevilgede 120 millioner daler, og de sydtyske folkeforsamlinger tilsammen 34 millioner gylden til krigen.
Den 23. juli begyndte jernbanetransporterne, og den 4. august rykkede tyskernes venstre flanke over den franske grænse. De bestod af tre armeer:
- Den første armé (ledet af Karl Friedrich von Steinmetz og bestående af 7. og 8. korps, senere også af 1. korps) rykkede frem fra nordøst mod Saarbrücken.
- Den 2. armé (ledet af prins Friedrich Karl af Preussen og bestående af gardekorpsene 3., 4., 9., 10. og 12., senere også 2., hver på 30.000 mand) steg af ved Mainz og fortsatte til fods bag de andre armeer.
- Den 3. armé (kommanderet af kronprins Friedrich af Preussen og bestående af 5. og 11. preussiske, 1. og 2. bayerske og baden-württembergske korps, senere også 6. preussiske) blev forlagt i og bag linjen Karlsruhe-Landau.

Øverstkommanderende for alle armeer var kong Wilhelm af Preussen med general Helmuth von Moltke som generalstabschef.

## Krigens indledning

### De franske planer
De oprindelige franske planer baserede sig på en stærk fransk offensiv fra Thionville mod Trier og videre ind i den preussiske Rhinprovins. Denne plan blev imidlertid ændret til en mere defensiv plan udarbejdet af generalerne Charles Auguste Frossard og Bartélemy Lebrun, hvor Rhin-hæren skulle blive stående i en mere defensiv position ved den tyske grænse og slå en preussisk offensiv tilbage. Franskmændene forventede endvidere, at Østrig, Bayern, Württemberg og Baden ville slutte sig til dem i en krig mod Preussen, og det franske 1. korps skulle invadere området, som i dag er Rheinland-Pfalz, og rykke videre for at "befri" de sydlige tyske stater sammen med styrker fra Østrig-Ungarn. 5. korps skulle kunne sættes ind på det frontafsnittet, hvor det var mest nødvendigt.
Imidlertid mobiliseredes de preussiske styrker langt hurtigere, end den franske plan forudsatte. Endvidere var Østrig-Ungarn ikke i stand til at gå til en ny krig mod Preussen så tidligt efter krigen i 1866, og var tilbageholdne, før de til sidst erklærede, at de kun ville gribe ind i Sydtyskland, hvis befolkningen der støttede en fransk indmarch. Det skete ikke, derimod sluttede de sydtyske stater sig til Preussen og mobiliserede sine styrker mod Frankrig.

### Fransk fremrykning
Napoleon III var under et indenrigsk pres for at iværksætte en offensiv, før de tyske stater blev i stand til at gennemføre en fuld mobilisering. De havde fastslået, at kun den preussiske 16. infanteridivision befandt sig i området mellem grænsen og Saarbrücken og over for hele den franske Rhin-hær. Den 31. juli rykkede den franske hær over floden Saar for at indtage Saarbrücken.
De franske 2. korps og 3. korps krydsede den tyske grænse den 2. august og pressede de fåtallige preussiske styrker tilbage og ud af Saarbrücken ved en række direkte angreb. Det viste sig her, at de franske geværer havde større rækkevidde end preussernes. Alligevel ydede preusserne stor modstand, og franskmændene havde et tab på 86 mand mod preussernes 83 i forbindelse med, at Saarbrücken blev indtaget.
Franskmændenes 2. korps rykkede frem til Saarbrücken den 2. august og fordrev de svage tyske styrker, men trak sig i de følgende dage tilbage til højderne ved Spichern. Der blev de angrebet og slået tilbage af tyskernes 1. og 2. armé den 6. august. For franskmændene var der logistiske problemer med at blive stående i byen: den havde kun én jernbanelinje, som gik ind i Tyskland, og den var nem at forsvare for tyskerne. Endvidere løb floderne langs grænsen og ikke ind i landet, så de egnede sig heller ikke som forsyningskanaler. Mens franskmændene hilste okkupationen velkommen som et første skridt mod Rhinprovinsen og senere Berlin, modtog den franske hærledelse også alarmerende rapporter om, at preussiske og bayerske styrker samlede sig i sydøst foruden dem, som allerede stod i nord og nordøst.
Moltke havde i realiteten tre armeer i området: den preussiske 1. arme under Karl Friedrich von Steinmetz bestod af 50.000 stod over for Saarlouis. Den preussiske 2. armé under prins Fredrik Karl på 134.000 mand stod langs linjen Forbach–Spicheren og den preussiske 3. armé under kronprins Fredrik på 120.000 mand stod langs grænsen over for Wissembourg.
 Franskmændene trak sig derfor i de følgende dage tilbage til højderne ved Spicheren, hvor de blev angrebet og slået tilbage af den preussiske 1. og 2. armé den 6. august.

## Tysk fremrykning
På den anden fløj overskred den 3. tyske armé grænsen den 4. august og besejrede divisionen Douay af det første franske korps, som var blevet sendt til Wissembourg, hvor der blev bygget defensive positioner, da franskmændene blev klar over hvor nær, den tyske styrke var. Dagen efter fortsatte fremrykningen til Wœrth (Wörth), hvor marskal Patrice Mac-Mahon havde taget stilling med sit korps og en division af det 7. korps. Efter et modigt forsvar blev han slået den 6. august og trak sig i al hast tilbage til Châlons-sur-Marne, da også 5. korps begav sig fra Bitsche. Støttet af Rhinarmeen, som den franske feltarmé blev kaldt, trak de sig efterhånden tilbage til Metz. Der blev de reorganiseret og forenet som det 6. korps og 12. august stillet under marskal Achille Bazaines kommando.
Slaget om Wissembourg stod den 4. august og blev en intens bykrig fra hus til hus. Til trods for stadige angreb fra preussiske og bayerske enheder, holdt de talmæssigt underlegne franske styrker ud, men måtte give tabt, da bybefolkningen i realiteten kapitulerede ved at nægte at give assistance i det, de anså som et tabt sag, for derved at undgå at byen skulle blive yderligere ødelagt. 1.000 franske soldater med fuld udrustning blev taget til fange af de tyske tropper.
De øvrige franske soldater fra Wissembourg trak sig tilbage mod vest. Næste dag fortsatte fremrykningen til Wœrth (Wörth), hvor marskalk Patrice Mac-Mahon havde taget opstilling med sit korps og en division af det 7. korps. Efter et modigt forsvar blev han slået den 6. august og trak sig i al hast tilbage til Châlons-sur-Marne, hvortil også 5. korps begav sig fra Bitsche. Støttet af Rhinhæren trak de sig tilbage til Metz. Der blev de reorganiserede og slået sammen som det 6. korps, og 12. august blev de stillet under marskalk Achille Bazaines kommando.
Franskmændene kunne til at begynde med ikke få sig selv til at beordre et ordnet tilbagetog til Frankrigs indre. En hurtig retræte ville prisgive en stor del af landet til fjenden. Når retræten alligevel blev nødvendig, og tropperne skulle overføres fra den østre til den vestlige Moselbred, blev de 14. august angrebet af tyskernes 1. armé ved Colombey-Nouilly og yderligere svækket.
Tyskernes 2. armé var i mellemtiden rykket frem med mod Pont-à-Mousson, og størstedelen af armeen nåede Mosel den 15. august. Samme dag marcherede franskmændene fra Metz mod Verdun, men gik så langsomt frem, at de den 16. august blev mødt af tyskernes 3. og 10. korps ved Vionville. Tyskerne var rykket raskt frem fra Pout-à-Mousson i nordvestlig retning for at kunne holde trit med franskmændene, som de troede var i fuldt tilbagetog. Slaget ved Vionville, eller slaget ved Mars-la-Tour, blev udkæmpet den 16. august 1870 og endte med tysk sejr.
Efter det blodige slag ved Vionville, som størstedelen af Bazaines armé deltog i, indtog marskal Bazaine stilling med ryggen mod Metz. Størstedelen af 1. og 2. tyske armé var nu kommet over på Mosels venstre bred. En frontforandring på 180 grader blev udført til højre, hvorefter tyskerne angreb franskmændene den 18. august 1870 i (slaget ved Gravelotte). Til at begynde med havde tyskerne ingen fremgang, og havde franskmændene under Bazaine udnyttet de muligheder, som bød sig, kunne slaget måske være blevet vundet af den franske hær. Da Bazaine imidlertid forblev passiv, kunne tyskerne omgruppere og reorganisere sig, så de med yderligere forstærkninger kunne bryde franskmændenes højre fløj ved St. Privat. Efter slaget — det største under krigen — blev franskmændene drevet tilbage til Metz. Der blev de omringet af tyske styrker. Denne belejring varede helt frem til 27. oktober, da Bazaine blev tvunget til at overgive sig med hele sin hær på næsten 180.000 mand.

## Ny fransk hær
Ved Châlons-sur-Marne blev der imidlertid dannet en ny armé under marskal Mac-Mahon, kaldet Châlonsarmeen og bestående af 1., 5. og 7. korps og det nydannede 12. korps. Soldaterne bestod i hovedsagen af de dele af Rhin-hæren, som undslap under belejringen af Metz. Denne nye hær skulle marchere mod Metz for at komme de belejrede franske styrker der under Bazaine til undsætning, og den rykkede mod nordøst og krydsede den belgiske grænse for at undgå tyskerne før de skulle slå til sydover mod Bazaines styrker. Mod dem rykkede den 3. tyske armé og den nydannede Maas-armé (ledet af kronprins Albert af Sachsen og bestående af gardekorpset, 4. og 12. korps af 2. armé, mens resten af denne samt 2. armé fortsatte belejringen af Metz).

## Kejser Napoleon III tages til fange, republikken indføres i Frankrig
Kejser Napoleon III sluttede sig personligt til Châlons-armeen, som den 21. august marcherede til Reims for at fortsætte til Paris. Regeringen bad imidlertid om, at marskal Mac-Mahon hurtigst muligt skulle forene sine styrker med marskal Bazaines. Mac-Mahon gav sig derfor på vej og satte 23. august sin armé i march mod nordøst. Om aftenen 25. august fik tyskerne, som bevægede sig på linjen Verdun-Vitry-le-François, rede på de franske forflytninger. De ændrede da pludselig marchretning mod nord. Franskmændene bevægede sig meget langsomt, og snart lå tyskerne lige efter dem og trængte dem nordover mod den belgiske grænse. Der blev det 5. franske korps under Pierre Louis Charles de Failly sammen med en division af det 7. korps den 30. august overrumplet og slået ved Beaumont.
Endelig angreb tyskerne franskmændene fra alle sider i slaget ved Sedan den 1. september. Mac-Mahon var blevet såret tidligt under slaget, og general Emmanuel Félix de Wimpffen overtog kommandoen. Dagen efter overgav Napoleon III sig og blev taget til fange med sine 104 000 soldater. Det var en overvældende sejr for preusserne, ikke bare havde de taget en hel fransk armé til fange, mens den anden blev holdt indespærret i Metz, men de havde også fanget Frankrigs leder.
Da nyheden om kejserens tilfangetagelse nåede Paris, førte det til, at det franske kejserdømme blev afviklet under en fredelig revolution. Det blev erstattet med den tredje franske republik. Den nye regering, som kaldte sig nationalforsvarsregeringen og blev udråbt den 4. september, bestemte, at krigen skulle fortsætte, mens Napoleon III drog i eksil til England.
De preussiske styrker vendte sig nu mod Paris. Belejringen af byen var fuldført midt i september af den 3. tyske armé og Maas-armeen (4. armé). I Paris blev der opbygget en stor armé under militærguvernøren, general Louis Jules Trochu. Oprettelsen af nye armeer i provinserne tog fart, efter at Léon Gambetta overtog krigsministerporteføljen i regeringsdelegationen i Tours. Med ukuelig viljekraft lykkedes det ham at mobilisere en ny armé med ikke mindre end 600.000 mand.

## Den republikanske regering fortsætter kampen
Den første republikanske armé, den såkaldte Loire-armée (også kaldet 1. Loire-armé bestående af to korps), blev dannet syd for Orléans under kommando af general Louis Jean Baptiste d'Aurelle de Paladines. Den rykkede frem over Mer-Marchenoir, og i slaget ved Coulmiers lykkedes det den 9. november at fordrive en tysk arméafdeling fra Orléans udsendt fra belejringsarméen ved Paris (bestående af 1. bayerske korps m.fl.), som siden 11. oktober (første slag ved Orléans) havde holdt byen.
Loirearmeen indtog en fast stilling nord for Orléans og fik betydelige forstærkninger. Imidlertid var Metz begyndt at forhandle, efter at Bazaine 31. august-1. september forgæves havde forsøgt at bryde belejringslinjen gennem  slaget ved Noisseville. Prins Friedrich Karl af Preussen fik da ordre om at skynde sig til Loire med sin 2. armé. Han gjorde dette og koncentrerede sine tropper (3., 9., og 10. korps) rundt om Pithiviers den 20.-24. november. Den på denne krigsskueplads værende tyske arméafdeling (1. bayerske korps, 2. infanteri- og 3. kavaleridivision) var blevet stillet under storhertug Friedrich Franz af Mecklenburg-Schwerins kommando, og havde forflyttet sig til Dreux for at forhindre fransk aktivitet på denne side.
Gambetta bestemte sig for at rykke frem mod Paris og gav ordre om at Loire-armeens højre fløj (to korps) skulle gå frem fra Gien over Montargis. Denne bevægelse mislykkedes, da angrebet blev slået tilbage af tyskernes 10. korps ved Beaune-la-Rolande den 28. november. Den venstre fløj (2. korps ledet af general Antoine Eugène Alfred Chanzy) skulle nu frem, men blev den 2. december slået ved Loigny og Poupry af storhertugens arméafdeling. Prins Friedrich Karl, som havde fået kommandoen også over denne arméafdeling, prøvede da på at bryde gennem franskmændenes langstrakte stillinger og bemægtigede sig efter det andet slag ved Orléans den 3. og 4. december byen.
General d'Aurelle de Paladines blev afsat, og Loire-armeen delt i to armeer. Venstre fløj af den 2. Loire-armé under general Chanzy trak sig efter heftig strid ved Beaugency den 7.-10. december og ved Loir i fuldstændig opløsning tilbage til Le Mans. Dér blev den på ny angrebet af tyskerne under prins Friedrich Karl, og efter hårde kampe den 10.-12. januar 1871 blev den fuldstændig knust.

## Det tyske riges grundlæggelse
Den 18. januar lod kong Wilhelm I af Preussen efter ønske fra Bismarck sig udråbe til tysk kejser i spejlsalen i slottet i Versailles. De preussiske styrker havde deres hovedkvarter i slottet under belejringen af Paris fra 1870 til 1871.

## Paris kapitulerer
I det nordlige Frankrig var en ny fransk nordarmé (2 korps, 45.000 mand) dannet under general Louis Faidherbe. Mod den blev, efter Metz' fald, den 1. tyske armé sendt (1. og 8. korps) under general Edwin von Manteuffel (senere under general August von Goeben), og efter slagene ved Amiens (27. november 1870), Hallue (23-24. december 1870), Bapaume (3. januar 1871) og Saint-Quentin (19. januar 1871) var franskmændenes kræfter slut.
Fra hovedstaden var gjort et stort udfald den 30. november 1870 under general Auguste-Alexandre Ducrot i sydøstlig retning og et andet (slaget ved Mont-Valérien) under general Trochu den 19. januar 1871 i sydvestlig. Efter at alle madforråd var brugt op, overgav Paris sig, og en våbenhvile blev sluttet den 28. januar 1871

## Fortsatte kampe og endelig tysk sejr
Den våbenhvile, som blev sluttet efter Paris' fald, gjaldt imidlertid ikke den østlige krigsskueplads. Dér havde tyskerne under general August von Werder belejret Strasbourg, (som åbnede sine porte 28. september) og trængte frem i det øvre Alsace samt begyndte at belejre Belfort. Efter at Loire-arméen var knust, havde dens højre fløj (3. korps), som først blev kaldt den 1. Loire-armé, senere Østarméen, under general Charles Denis Bourbaki trukket sig tilbage til Bourges.
Gambetta lagde da en dristig plan: Han ville sende denne armé til Belforts undsætning og derefter trænge ind i Tyskland. General von Werder tog med det nydannede 14. korps stilling foran Belfort, og det lykkedes gennem det forbitrede slag ved Lisaine den 15.-17. januar at kaste franskmændene tilbage. De blev nu angrebet i deres venstre fløj af en nydannet armé (2. og 7. korps) under general von Manteuffel, som kom fra Troyes og Auxerre, og franskmændene blev til sidst trængt ind på schweizisk område ved Verrières, hvor de blev afvæbnet af schweiziske myndigheder.
Belfort kapitulerede den 18. februar, da våbenstilstanden indtrådte på denne krigsskueplads.

## Krigen til søs
Ved krigsudbruddet stak dele af den 470 skibe store franske marine til søs for at iværksætte en blokade af den nordtyske kyst. Den nordtyske forbundsflåde var alt for lille til at kunne konfrontere sin fjende, men alligevel blev den franske blokade ikke helt vellykket. Det skyldtes franskmændenes kroniske kulmangel og manglen på forsyningsbaser nærmere Nordsøen og i Østersøen.
Napoleon III og andre i den franske overkommando lagde også planer om at landsætte tropper på de nordtyske strande. Dette håbede man ville reducere det voldsomme pres de var udsat for i Alsace-Lorraine og anspore Danmark til at gå med i krigen med sin forholdsvis store flåde og en hær på 50.000 mand.
Preussiske junkere var ængstelige for, at franskmændene skulle invadere Pommern, fordi det kunne opildne etniske polakker dér til opstand. Men da franskmændene opdagede, at Preussen havde gennemført en kraftig oprustning af forsvarsværkerne rundt om de større nordtyske havnebyer, blandt andet med kraftigt kystværnsartilleri med svære kanoner fra Krupp, indså de, at den franske flåde ikke ville være i stand til effektivt at støtte en invasion.
Som efterårsstormene satte ind, blev blokaden mindre og mindre effektiv. Før vinteren havde den franske flåde opgivet det hele og trukket sig tilbage til baser ved Den Engelske Kanal. De troppestyrker, som var sat i beredskab til invasionen af Nordtyskland, blev derefter sendt som forstærkninger til fronten ved Châlons. Dér blev de taget til fange i slaget ved Sedan. Efterhånden som franskmændene fortsatte med at lide store tab, blev marineofficerer trukket tilbage fra havnene og sendt til fronten. Dette førte til, at den franske flåde ikke længere kunne stikke til søs og genoptage operationer ud for Nordtyskland.

## Krigens afslutning
Krigen blev afsluttet ved freden i Frankfurt am Main den 10. maj 1871. Stedet var Hotel Schwan på Steinweg.
I den formelle traktat afstod Frankrig Alsace og en del af Lorraine (med Metz) til Preussen, der nu indgik i det nye kejserrige, Tyskland. En tysk besættelseshær blev påtvunget Frankrig, indtil en krigsskadeserstatning på fem milliarder francs var betalt. Den sidste del af krigsskadeserstatningen blev betalt i september 1873.
Freden i Frankfurt byggede på det såkaldte Versailler Präliminar-Vertrag udfærdiget den 26. februar af Otto von Bismarck og Adolphe Thiers i de tyske styrkers hovedkvarter i Versailles.

## Krigens følger
Tyske tropper forblev udstationeret i dele af det nordlige Frankrig og i fæstninger i Paris, indtil Frankrig havde betalt krigsskadeserstatningerne på fem milliarder guldfranc, det var blevet pålagt ved fredstraktaten. I september 1873 var erstatningerne betalt. Frankrig måtte også tilbagelevere Alsace og Lorraine, som franskmændene havde annekteret i det 17. og 18. århundrede.
Mange franskmænd fandt nederlaget meget ydmygende, specielt hæren og arbejderne i Paris. Parisere, som nægtede at acceptere nederlaget og lagde skylden på den konservative regering for ikke at have magtet at forsvare landet, tog kontrol over den franske hovedstad og etablerede Pariserkommunen den 18. marts. Den franske regeringshær fik lov at passere de tyske linjer for at slå oprøret ned, og Bismarck løslod 100.000 franske krigsfanger for at hjælpe den franske regering. Flere end 10.000 arbejdere og revolutionære blev henrettet under den «blodige uge» (21.-28. maj) da den franske regering genoprettede kontrollen over hovedstaden. Mindet har fortsat splittet venstre- og højresiden i fransk politik.[kilde mangler] Pariserkommunens sociale eksperimenter var delvist inspireret af den tyske filosof Karl Marxs ideer om kommunismen, og den fik stor betydning for udviklingen i socialistiske kredse i Europa.

### Italiensk samling
Kongeriget Italien brugte det magtvakuum, som opstod da Frankrig trak tropper væk fra Pavestaten, til at fuldføre samlingen af de italienske stater. På grund af krigen var Frankrig ikke længere i stand til at garantere Pavestatens uafhængighed.
Den franske garnison i Rom var blevet trukket tilbage i juli 1870, og efter Napoleon III's nederlag ved slaget ved Sedan havde Pavestaten mistet sin garant. Italien erklærede Pavestaten krig den 10. september 1870, og den 20. september okkuperede italienske styrker Rom.

### Ny magtbalance i Europa
Frankrigs nederlag og samlingen af Tyskland medførte et nyt politisk landskab i Europa. Krigen forbitrede forholdet mellem Frankrig og Tyskland i årtier. I Frankrig bidrog den til fransk agitation for revanche – hævn for tabet af Alsace-Lorraine – som gav navn til revanchismen. Efter krigen arbejdede Bismarck for at isolere Frankrig diplomatisk, men disse bestræbelser sluttede, da Bismarck gik af i 1890 og muliggjorde Frankrigs alliance med andre stormagter. Fransk revanchisme var én af faktorerne i den spænding, som til sidst førte til 1. verdenskrig.